# Гилермо Каняс
Гилермо Игнасио Каняс (на испански: Guillermo Ignacio Cañas) е аржентински тенисист. 

## Биография
Гилермо Игнасио Каняс е роден на 30 август 1979 г. в Буенос Айрес, Аржентина. Кръстен е на Гилермо Вилас. 

## Кариера
Най-високото му класиране в ранглистата на сингъл е достигането до 8 място през 2005 г. Стилът му на игра е предимно защитен, от основната линия, играе бекхенд с две ръце. Специалист е на клей, но има успехи и на останалите настилки.
През февруари 2005 г. по време на турнира в Акапулко дава положителна допинг проба за диуретика хидрохлоротиазид. Наказан е за 2 години, но впоследствие санкцията е намалена на 15 месеца (11.06.2005 - 10.09.2006). След като Каняс пледира за невинност, поради факта, че е приел лекарство за гърло от лекарите на турнира, арбитражният съд частично го оправдава и всички парични награди, придобити от него преди спирането на правата му са възстановени.
След завръщането си в игра Каняс е изключително мотивиран и печели пет титли от чалънджър сериите и един турнир на АТП (Брасил Оупън). Побеждава водачът в световната ранглиста Роджър Федерер в два поредни турнира. През шестте месеца, след завръщането си, той печели 42 от 47 мача, като тръгва от нулата и достига до №60 в световната ранглиста. Класира се на финала на Маями Мастърс, след като стартира от квалификациите и последователно побеждава Тим Хенман, Хуан Карлос Фереро, Ришар Гаске, Роджър Федерер, Томи Робредо и Иван Любичич, но губи от изгряващата звезда Новак Джокович в три сета. На Ролан Гарос достига до четвъртфиналната фаза, където губи от Николай Давиденко.

## Кариерна статистика

#### Титли натурнири от сериите Мастърс(1)
| година | турнир       | съперник във финала | резултат |
| ------ | ------------ | ------------------- | -------- |
| 2002   | Канада Оупън | Анди Родик          | 6–4, 7–5 |

#### Финали натурнири от сериите Мастърс(1)
| година | турнир      | съперник във финала | резултат      |
| ------ | ----------- | ------------------- | ------------- |
| 2007   | Маями Оупън | Новак Джокович      | 3–6, 2–6, 4–6 |

### ATP финали (7 титли; 16 финала)
|        | П–З | Година | Турнир                 | Клас         | Настилка   | Опонент            | Резултат                |
| ------ | --- | ------ | ---------------------- | ------------ | ---------- | ------------------ | ----------------------- |
| Загуба | 0–1 | 1999   | Ю Ес Клей Чемпиъншипс  | 250 серии    | Клей       | Магнус Норман      | 0–6, 3–6                |
| Победа | 1–1 | 2001   | Гран При Хасан Втори   | 250 серии    | Клей       | Томи Робредо       | 7–5, 6–2                |
| Загуба | 1–2 | 2001   | Росмален Чемпиъншипс   | 250 серии    | Трева      | Лейтън Хюит        | 3–6, 4–6                |
| Загуба | 1–3 | 2001   | Щутгарт Оупън          | 500 серии    | Клей       | Густаво Куертен    | 3–6, 2–6, 4–6           |
| Загуба | 1–4 | 2001   | Виена Оупън            | 500 серии    | Твърда (з) | Томи Хаас          | 2–6, 6–7(6–8), 4–6      |
| Победа | 2–4 | 2002   | Махаращра Оупън        | 250 серии    | Твърда     | Парадорн Сричапан  | 6–4, 7–6(7–2)           |
| Загуба | 2–5 | 2002   | Гран При Хасан Втори   | 250 серии    | Клей       | Юнес Ел Айнауи     | 6–3, 3–6, 2–6           |
| Загуба | 2–6 | 2002   | Щутгарт Оупън          | 250 серии    | Клей       | Михаил Южни        | 3–6, 6–3, 6–3, 4–6, 4–6 |
| Победа | 3–6 | 2002   | Канада Оупън (Торонто) | Мастърс 1000 | Твърда     | Анди Родик         | 6–4, 7–5                |
| Победа | 4–6 | 2004   | Щутгарт Оупън          | 500 серии    | Клей       | Гастон Гаудио      | 5–7, 6–2, 6–0, 1–6, 6–3 |
| Победа | 5–6 | 2004   | Хърватия Оупън         | 250 серии    | Клей       | Филипо Воландри    | 7–5, 6–3                |
| Победа | 6–6 | 2004   | Шанхай                 | 250 серии    | Твърда     | Ларс Бургсмюлер    | 6–1, 6–0                |
| Загуба | 6–7 | 2004   | Виена Оупън            | 500 серии    | Твърда (з) | Фелисиано Лопес    | 4–6, 6–1, 5–7, 6–3, 5–7 |
| Победа | 7–7 | 2007   | Брасил Оупън           | 250 серии    | Клей       | Хуан Карлос Фереро | 7–6(7–4), 6–2           |
| Загуба | 7–8 | 2007   | Маями Оупън            | Мастърс 1000 | Твърда     | Новак Джокович     | 3–6, 2–6, 4–6           |
| Загуба | 7–9 | 2007   | Барселона Оупън        | 500 серии    | Клей       | Рафаел Надал       | 3–6, 4–6                |